# Cérans-Foulletourte
Cérans-Foulletourte település Franciaországban, Sarthe megyében. Lakosainak száma 3365 fő (2022. január 1.). Cérans-Foulletourte Roézé-sur-Sarthe, La Suze-sur-Sarthe, Yvré-le-Pôlin, La Fontaine-Saint-Martin, Mézeray, Oizé és Parigné-le-Pôlin községekkel határos.

## Népesség
A település népességének változása:
| Lakosok száma | 3288 | 3384 | 3408 | 3375 | 3379 | 3369 | 3377 | 3387 | 3365 |
|               | 2013 | 2015 | 2016 | 2017 | 2018 | 2019 | 2020 | 2021 | 2022 |